# 遠藤忠二郎
远藤忠二郎（1917年9月20日—？年）曾是一位职业棒球运动员。1936至1939年间，遠藤忠二郎先后为大東京軍、名古屋隊以及东京参议员队效力，他可胜任投手、一垒以及外野手（外场手）位置。远藤的母校是早稻田大学。 1939年，遠藤忠二郎退役。
第二次世界大战期间，远藤忠二郎从军入伍，其阵亡时间与地点均不明。他的名字被刻在東京巨蛋內的鎮魂之碑上。